# Tour der British Lions nach Südafrika 1980
| Tour der British Lions nach Südafrika 1980 | Tour der British Lions nach Südafrika 1980 | Tour der British Lions nach Südafrika 1980 | Tour der British Lions nach Südafrika 1980 | Tour der British Lions nach Südafrika 1980 |
| Übersicht                                  | S                                          | G                                          | U                                          | N                                          |
| ------------------------------------------ | ------------------------------------------ | ------------------------------------------ | ------------------------------------------ | ------------------------------------------ |
| Test Matches                               | 04                                         | 01                                         | 0                                          | 3                                          |
| Sonstige Spiele                            | 14                                         | 14                                         | 0                                          | 0                                          |
| Gesamt                                     | 18                                         | 15                                         | 0                                          | 3                                          |
|                                            |                                            |                                            |                                            |                                            |
| Südafrika                                  | 04                                         | 01                                         | 0                                          | 3                                          |

Die Tour der British Lions nach Südafrika 1980 war eine Rugby-Union-Tour der als British Lions bezeichneten Auswahlmannschaft (heute British and Irish Lions). Sie reiste von Mai bis Juli 1980 durch Südafrika und bestritt während dieser Zeit 18 Spiele, darunter vier Test Matches gegen die südafrikanische Nationalmannschaft. In allen 14 Begegnungen mit regionalen Auswahlteams blieben die Lions ungeschlagen. Hingegen endete die Test-Match-Serie gegen die Springboks mit einer negativen Bilanz (ein Sieg, drei Niederlagen).

## Ereignisse
1976 hatte die Tour der All Blacks nach Südafrika angesichts der südafrikanischen Apartheid-Politik zu weltweiten Protesten und zu einem Boykott der Olympischen Sommerspiele in Montreal durch zahlreiche afrikanische Staaten geführt. Als Reaktion darauf vereinbarten die Mitgliedsstaaten des Commonwealth of Nations im folgenden Jahr die Gleneagles-Vereinbarung, mit der sie sich darauf einigten, die internationale Kampagne gegen die Apartheid zu unterstützen und jegliche sportliche Kontakte mit Südafrika zu ächten.
Obwohl das Vereinigte Königreich die Vereinbarung ebenfalls unterzeichnet hatte, beschloss das Komitee der British Lions im November 1979, die Einladung des südafrikanischen Verbandes anzunehmen und entsprechende Vorbereitungen zu treffen. Daraufhin gaben die Verbände der vier Home Nations (Irish Rugby Football Union, Scottish Rugby Union, Welsh Rugby Union und die englische Rugby Football Union) im Januar 1980 ihre Zustimmung. Die britische Regierung missbilligte diese Entscheidung ausdrücklich, doch um die Tour zu verhindern, fehlten ihr die rechtlichen Grundlagen. Die beteiligten britischen Spieler vom Verlassen des Landes abzuhalten, war ebenfalls nicht möglich. Ähnliche Überlegungen gab es auch in Irland, doch auch dort konnte die Regierung nicht gegen die Tour vorgehen. Die Spieler wiederum standen unter starkem öffentlichen Druck, nicht nach Südafrika zu reisen. Beispielsweise verlor John Carleton, von Beruf Schullehrer, wegen der Teilnahme seine Stelle.
Die Tour war von außergewöhnlich vielen Verletzungen geprägt. Nicht weniger als acht Ersatzspieler mussten nachträglich nach Südafrika eingeflogen werden. Für Gesprächsstoff sorgte auch die Tatsache, dass etliche Spieler den sportlichen Aspekt nicht allzu ernst nahmen und sich wiederholt mit Besäufnissen vergnügten. Andererseits konnte die Beobachtung gemacht werden, dass die Schwarzen unter den Zuschauern (die stets einem abgetrennten Sektor zugewiesen worden waren), die roten Trikots der Lions trugen und sie gegen die weißen Springboks unterstützten. Eine Lions-Tour nach Südafrika fand erst 1997 wieder statt, nach dem Ende der Apartheid.

## Spielplan
- Hintergrundfarbe grün = Sieg
- Hintergrundfarbe rot = Unentschieden

(Test Matches sind grau unterlegt; Ergebnisse aus der Sicht der Lions)
| #  | Datum         | Gegner                             | Ort            | Stadion                 | Ergebnis |
| -- | ------------- | ---------------------------------- | -------------- | ----------------------- | -------- |
| 01 | 10. Mai 1980  | Eastern Province                   | Port Elizabeth | Boet Erasmus Stadium    | 28:16    |
| 02 | 14. Mai 1980  | South Africa Leopards              | East London    | Boland RU Ground        | 28:6     |
| 03 | 17. Mai 1980  | Natal                              | Durban         | Kings Park Stadium      | 21:15    |
| 04 | 21. Mai 1980  | South Africa President’s XV        | Potchefstroom  | Olën Park               | 22:19    |
| 05 | 24. Mai 1980  | Orange Free State                  | Bloemfontein   | Free State Stadium      | 21:17    |
| 06 | 27. Mai 1980  | South Africa President’s XV        | Stellenbosch   | Danie Craven Stadium    | 15:6     |
| 07 | 31. Mai 1980  | Südafrika                          | Kapstadt       | Newlands Stadium        | 22:26    |
| 08 | 04. Juni 1980 | South African Country Districts XV | Windhoek       | South West Stadium      | 27:7     |
| 09 | 07. Juni 1980 | Transvaal                          | Johannesburg   | Ellis Park Stadium      | 32:12    |
| 10 | 10. Juni 1980 | Eastern Transvaal                  | Springs        | PAM Brink Stadium       | 21:15    |
| 11 | 14. Juni 1980 | Südafrika                          | Bloemfontein   | Free State Stadium      | 19:26    |
| 12 | 18. Juni 1980 | Junior Springboks                  | Johannesburg   | Wanderers Stadium       | 17:6     |
| 13 | 21. Juni 1980 | Northern Transvaal                 | Pretoria       | Loftus Versfeld Stadium | 16:9     |
| 14 | 28. Juni 1980 | Südafrika                          | Port Elizabeth | Boet Erasmus Stadium    | 10:12    |
| 15 | 02. Juli 1980 | South African Barbarians           | Durban         | Kings Park Stadium      | 25:14    |
| 16 | 05. Juli 1980 | Western Province                   | Kapstadt       | Newlands Stadium        | 37:6     |
| 17 | 08. Juli 1980 | Griqualand West                    | Kimberley      | De Beers Stadium        | 23:19    |
| 18 | 12. Juli 1980 | Südafrika                          | Pretoria       | Loftus Versfeld Stadium | 17:13    |

## Test Matches
| 31. Mai 1980 15:30 SAST | Südafrika                                                                            | 26 : 22        | British Lions                                         | Newlands Stadium, Kapstadt Zuschauer: 40.000 Schiedsrichter: Francis Palmade (Frankreich) |
| 31. Mai 1980 15:30 SAST | Versuche: W. du Plessis Germishuys Louw Serfontein van Heerden Erhöhungen: Botha (3) | (16:9) Bericht | Versuche: Price Straftritte: Ward (5) Dropgoals: Ward | Newlands Stadium, Kapstadt Zuschauer: 40.000 Schiedsrichter: Francis Palmade (Frankreich) |

Aufstellungen:
- Südafrika: Naas Botha, Morné du Plessis , Willie du Plessis, Gerrie Germishuys, Willie Kahts, Marthinus le Roux, Rob Louw, Louis Moolman, Ray Mordt, Gysie Pienaar, Richard Prentis, Divan Serfontein, David Smith, Theuns Stofberg, Johannes van Heerden
- Lions: Bill Beaumont , John Carleton, Maurice Colclough, Rodney O’Donnell, John O’Driscoll, Colin Patterson, Graham Price, Derek Quinnell, Jim Renwick, David Richards, Mike Slemen, Jeff Squire, Tony Ward, Peter Wheeler, Clive Williams 
 Auswechselspieler: Ray Gravell

| 14. Juni 1980 15:30 SAST | Südafrika                                                                               | 26 : 19        | British Lions                                                                  | Free State Stadium, Kimberley Zuschauer: 63.000 Schiedsrichter: Francis Palmade (Frankreich) |
| 14. Juni 1980 15:30 SAST | Versuche: Germishuys Louw Pienaar Stofberg Erhöhungen: Botha (2) Straftritte: Botha (2) | (16:9) Bericht | Versuche: Gravell O’Driscoll Erhöhungen: Davies Straftritte: Davies (2) Irvine | Free State Stadium, Kimberley Zuschauer: 63.000 Schiedsrichter: Francis Palmade (Frankreich) |

Aufstellungen:
- Südafrika: Naas Botha, Kevin de Klerk, Morné du Plessis , Willie du Plessis, Gerrie Germishuys, Willie Kahts, Marthinus le Roux, Rob Louw, Louis Moolman, Ray Mordt, Gysie Pienaar, Richard Prentis, Divan Serfontein, David Smith, Theuns Stofberg 
 Auswechselspieler: Thys Burger
- Lions: Bill Beaumont , John Carleton, Maurice Colclough, Gareth Davies, Ray Gravell, Bruce Hay, Andy Irvine, John O’Driscoll, Colin Patterson, Graham Price, Derek Quinnell, Jeff Squire, Peter Wheeler, Clive Williams, Clive Woodward 
 Auswechselspieler: Ollie Campbell

| 28. Juni 1980 15:15 SAST | Südafrika                                                                  | 12 : 10       | British Lions                           | Boet Erasmus Stadium, Port Elizabeth Zuschauer: 45.000 Schiedsrichter: Jean-Pierre Bonnet (Frankreich) |
| 28. Juni 1980 15:15 SAST | Versuche: Germishuys Erhöhungen: Botha Straftritte: Botha Dropgoals: Botha | (3:7) Bericht | Versuche: Hay Straftritte: Campbell (2) | Boet Erasmus Stadium, Port Elizabeth Zuschauer: 45.000 Schiedsrichter: Jean-Pierre Bonnet (Frankreich) |

Aufstellungen:
- Südafrika: Naas Botha, Morné du Plessis , Willie du Plessis, Gerrie Germishuys, Willie Kahts, Marthinus le Roux, Rob Louw, Louis Moolman, Ray Mordt, Gysie Pienaar, Richard Prentis, Divan Serfontein, David Smith, Theuns Stofberg, Johannes van Heerden 
 Auswechselspieler: Ewoud Malan
- Lions: Bill Beaumont , Ollie Campbell, Maurice Colclough, Paul Dodge, Ray Gravell, Bruce Hay, Andy Irvine, John O’Driscoll, Colin Patterson, Graham Price, Jeff Squire, Colm Tucker, Peter Wheeler, Clive Williams, Clive Woodward

| 12. Juli 1980 15:15 SAST | Südafrika                                              | 13 : 17       | British Lions                                                                   | Loftus Versfeld Stadium, Pretoria Zuschauer: 68.000 Schiedsrichter: Jean-Pierre Bonnet (Frankreich) |
| 12. Juli 1980 15:15 SAST | Versuche: W. du Plessis Straftritte: Botha Pienaar (2) | (3:7) Bericht | Versuche: Irvine O’Driscoll Williams Erhöhungen: Campbell Straftritte: Campbell | Loftus Versfeld Stadium, Pretoria Zuschauer: 68.000 Schiedsrichter: Jean-Pierre Bonnet (Frankreich) |

Aufstellungen:
- Südafrika: Naas Botha, Morné du Plessis , Willie du Plessis, Gerrie Germishuys, Marthinus le Roux, Rob Louw, Ewoud Malan, Louis Moolman, Ray Mordt, Gysie Pienaar, Richard Prentis, Divan Serfontein, David Smith, Theuns Stofberg, Johannes van Heerden
- Lions: Bill Beaumont , Ollie Campbell, John Carleton, Maurice Colclough, Paul Dodge, Ray Gravell, Bruce Hay, Andy Irvine, John O’Driscoll, Graham Price, John Robbie, Jeff Squire, Colm Tucker, Peter Wheeler, Clive Williams

## Kader

### Management
- Tourmanager: Syd Millar
- Trainer: Noel Murphy
- Teamarzt: Jack Matthews
- Kapitän: Bill Beaumont

### Spieler
| Spieler          | Position         | Mannschaft              |
| ---------------- | ---------------- | ----------------------- |
| Terry Holmes     | Gedrängehalb     | Cardiff RFC             |
| Colin Patterson  | Gedrängehalb     | Instonians              |
| John Robbie      | Gedrängehalb     | Greystones RFC          |
| Steve Smith      | Gedrängehalb     | Sale Sharks             |
| Ollie Campbell   | Verbinder        | Old Belvedere RFC       |
| Gareth Davies    | Verbinder        | Cardiff RFC             |
| Tony Ward        | Verbinder        | Garryowen Football Club |
| Paul Dodge       | Innendreiviertel | Leicester Tigers        |
| Ray Gravell      | Innendreiviertel | Llanelli RFC            |
| Jim Renwick      | Innendreiviertel | Hawick RFC              |
| David Richards   | Innendreiviertel | Swansea RFC             |
| Clive Woodward   | Innendreiviertel | Leicester Tigers        |
| John Carleton    | Außendreiviertel | Orrell RUFC             |
| Peter Morgan     | Außendreiviertel | Llanelli RFC            |
| Elgan Rees       | Außendreiviertel | Neath RFC               |
| Mike Slemen      | Außendreiviertel | Liverpool St Helens FC  |
| Bruce Hay        | Schlussmann      | Boroughmuir RFC         |
| Andy Irvine      | Schlussmann      | Heriot’s RFC            |
| Rodney O’Donnell | Schlussmann      | St Mary’s College RFC   |

| Spieler           | Position             | Mannschaft              |
| ----------------- | -------------------- | ----------------------- |
| Alan Phillips     | Hakler               | Cardiff RFC             |
| Peter Wheeler     | Hakler               | Leicester Tigers        |
| Phil Blakeway     | Pfeiler              | Gloucester RFC          |
| Fran Cotton       | Pfeiler              | Sale Sharks             |
| Philip Orr        | Pfeiler              | Old Wesley RFC          |
| Graham Price      | Pfeiler              | Pontypool RFC           |
| Ian Stephens      | Pfeiler              | Bridgend RFC            |
| Clive Williams    | Pfeiler              | Swansea RFC             |
| Bill Beaumont     | Zweite-Reihe-Stürmer | Fylde RFC               |
| Maurice Colclough | Zweite-Reihe-Stürmer | SC Angoulême            |
| Allan Martin      | Zweite-Reihe-Stürmer | Aberavon RFC            |
| Alan Tomes        | Zweite-Reihe-Stürmer | Hawick RFC              |
| John Beattie      | Flügelstürmer        | Glasgow Academicals RFC |
| Stuart Lane       | Flügelstürmer        | Cardiff RFC             |
| John O’Driscoll   | Flügelstürmer        | London Irish            |
| Jeff Squire       | Flügelstürmer        | Pontypool RFC           |
| Colm Tucker       | Flügelstürmer        | Shannon RFC             |
| Derek Quinnell    | Nummer Acht          | Llanelli RFC            |
| Gareth Williams   | Nummer Acht          | Bridgend RFC            |